# Leea (Gattung)
Leea ist die einzige Gattung der Unterfamilie Leeoideae innerhalb der Pflanzenfamilie der Weinrebengewächse (Vitaceae). Die etwa 34 Arten sind im tropischen und subtropischen Asien weitverbreitet, ihre Areale reichen bis ins Himalayagebiet und Australien, zwei Arten kommen in Afrika und Madagaskar vor.

## Beschreibung

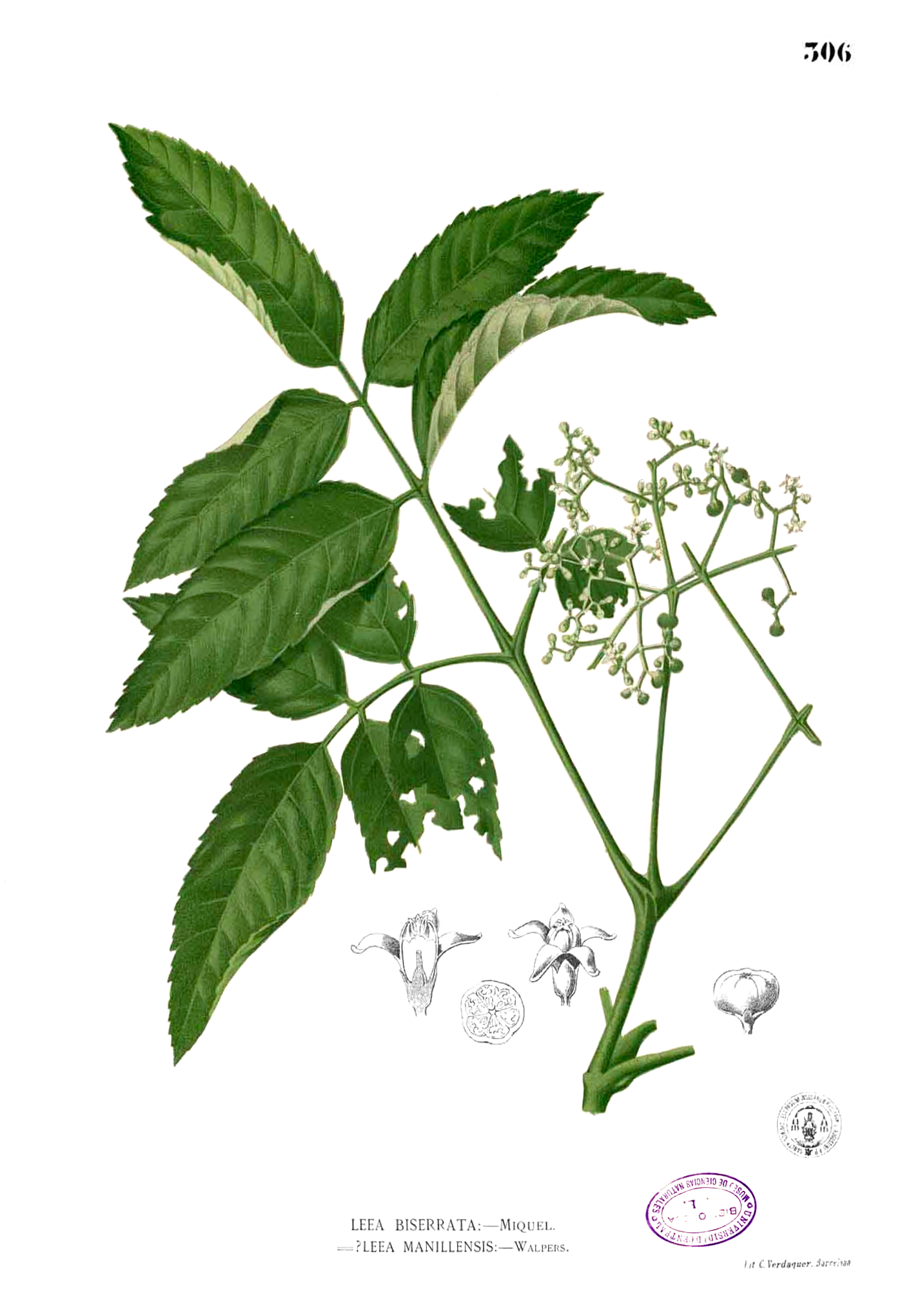
Illustration von Leea indica

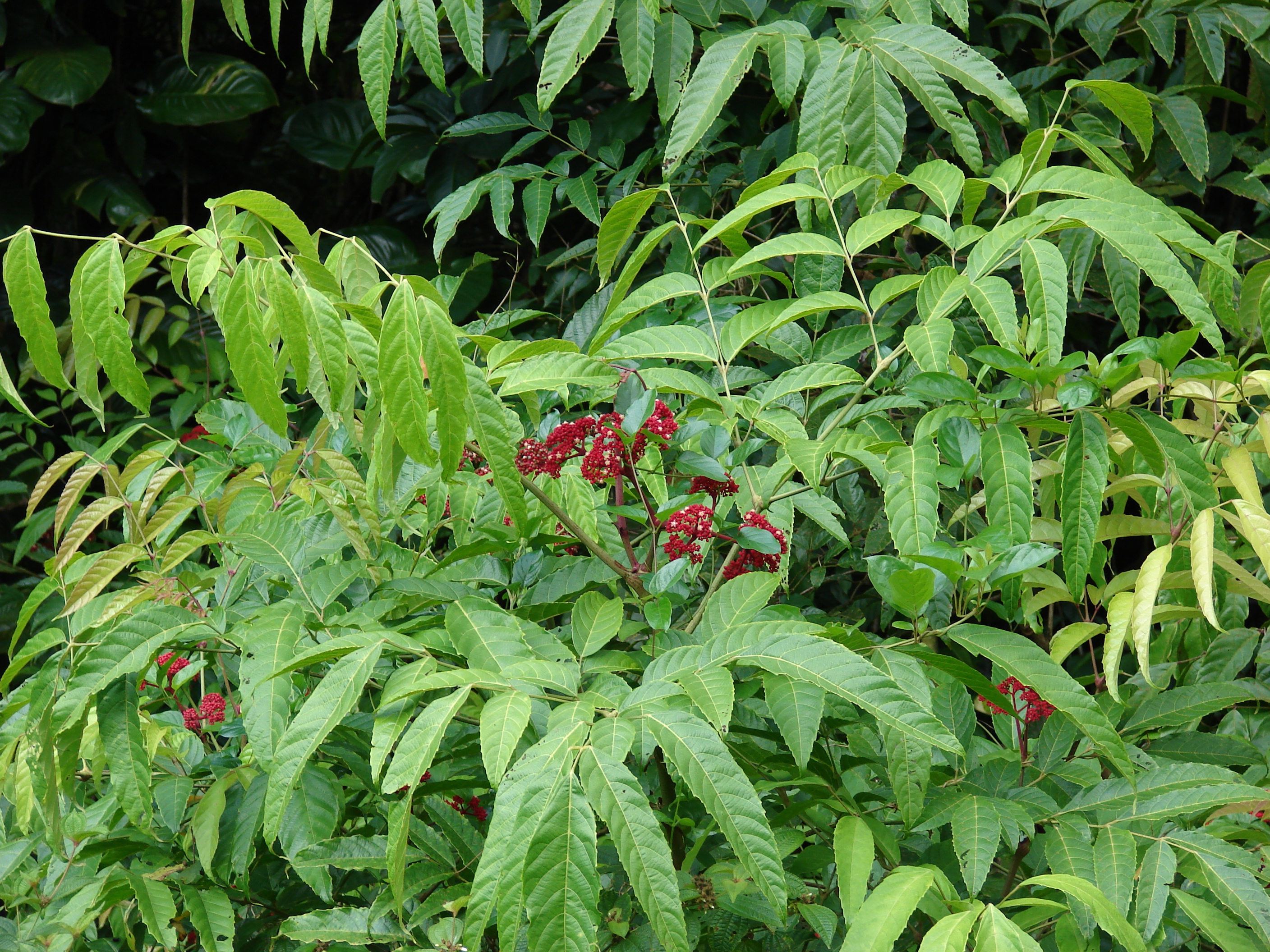
Habitus, gefiederte Laubblätter und Blütenstand von Leea philippinensis

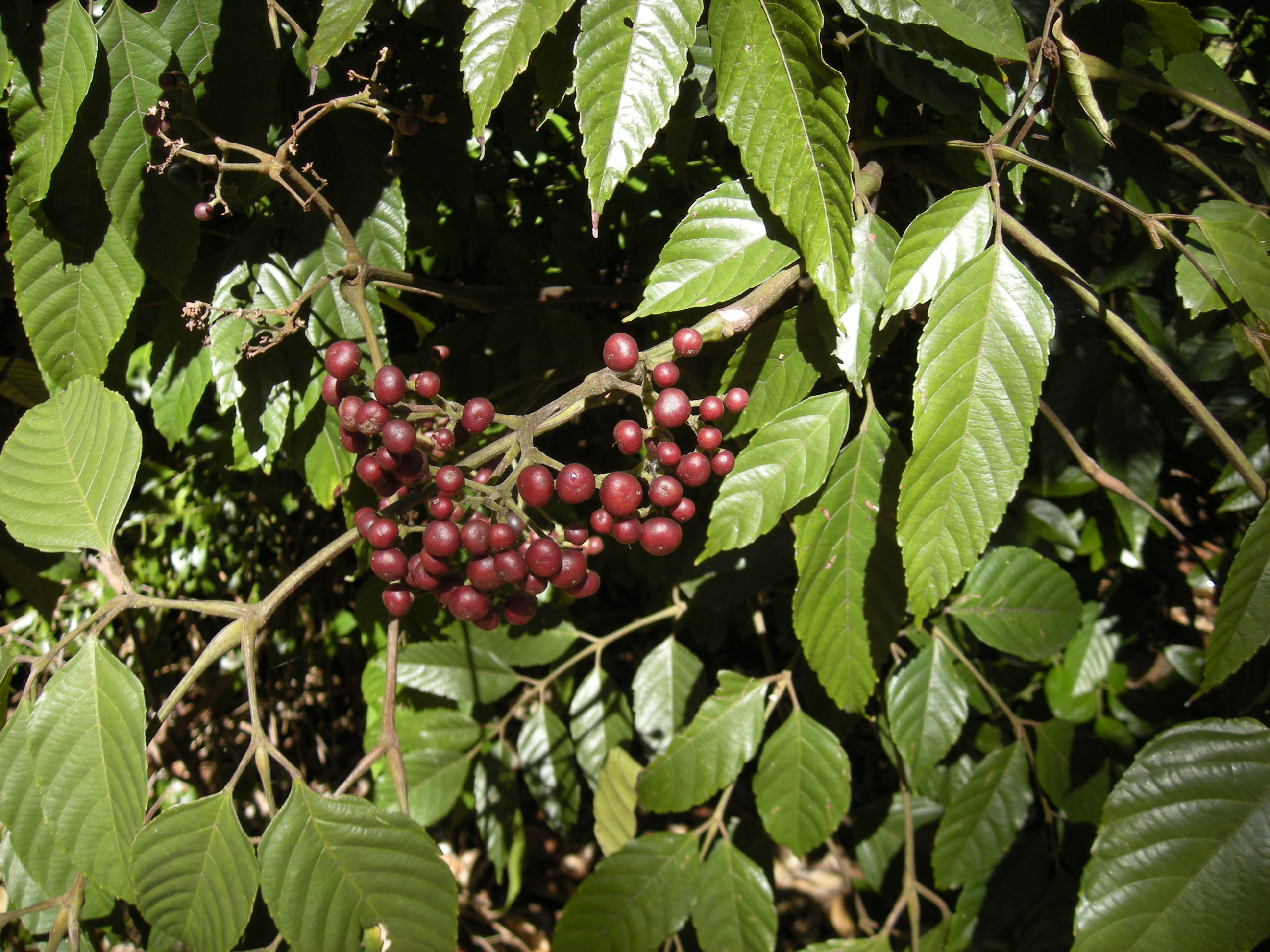
Laubblätter und Früchte von Leea indica

### Erscheinungsbild und Blätter
Bei Leea-Arten handelt es sich meist um verholzende Pflanzen, die klettern, also Lianen sind, oder selbständig aufrecht als Sträucher oder kleine Bäume wachsen, selten um große, ausdauernde krautige Pflanzen. Die Sprossachsen sind unbewehrt oder besitzen in Reihen angeordnete Stacheln. Es sind keine Sprossranken vorhanden.
Die wechselständig an der Sprossachse angeordneten Laubblätter sind in Blattstiel und Blattspreite gegliedert. Je nach Art ist die Blattspreite einfach, ein- bis vierfach gefiedert oder selten dreizählig geteilt. Die Blattoberseiten sind kahl bis flaumig mit einfachen Haaren (Trichomen) bedeckt. Die Blattunterseiten sind meist mit vergänglichen, spezialisierten, mehrzelligen, sternförmigen oder kugeligen Drüsenhaaren bedeckt. Die Blattränder sind gekerbt, gesägt oder gezähnt, wobei die Blattzähne kleine Drüsen an ihren oberen Enden besitzen. Die haltbaren oder vergänglichen Nebenblätter bilden am Rand des Blattstiel auffällige Flügel.

### Blütenstände und Blüten
Die end- oder seitenständigen, aufrechten oder hängenden, zusammengesetzten, rispigen oder oft schirmrispigen Blütenstände enthalten meist viele Blüten.
Anders als bei vielen Arten der Unterfamilie Vitoideae sind bei der Unterfamilie Leeoideae die Blüten immer zwittrig. Die radiärsymmetrischen Blüten sind selten vier- oder meist fünfzählig mit doppelter Blütenhülle. Die selten vier, meist fünf Kelchblätter sind glockenförmig verwachsen und enden in dreieckigen Kelchlappen mit drüsigen oberen Enden. Die selten vier, meist fünf nur an ihrer Basis verwachsenen Kronblätter berühren sich ohne sich aber zu überdecken (valvat), sind oft an ihrem oberen Ende kappenförmig, bei geöffneten Blüten zurückgebogen und sind am Diskus mit der Staubblattröhre verwachsen. Der intrastaminale Diskus ist röhrig und tief becherförmig. Es ist nur der innere Staubblattkreis mit vier oder fünf fertilen Staubblättern vorhanden. Ihre hellbraunen Staubfäden sind abgeflacht und nach innen gebogen und befinden sich in der Staminodienröhre, solange die Blüten geschlossen sind und gerade bei geöffneten Blüten. Bei geschlossenen Blüten stehen die Staubbeutel auf dem Kopf und stehen bei offenen Blüten weit heraus. Bei den introrsen (manchmal scheinbar extrorsen) Staubbeuteln sind in den beiden Theken die beiden zum Blütenmittelpunkt zeigenden Pollensäcke einander genähert. Der andere Staubblattkreis ist zu einer Staminodienröhre umgebildet (nach anderer Meinung Diskus- und Staubblattgewebe), deren oberes Ende fünflappig ist und untereinander verwachsen durch ein dünneres Gewebe, das wellenförmig ist; die oberen Enden der Lappen sind zurückgebogen und zweilappig. Die meist zwei oder drei, selten bis zu fünf Fruchtblätter sind zu einem oberständigen, scheibenförmig Fruchtknoten verwachsen, der durch sekundäre Septen meist vier- oder sechs-, selten bis zu zehnkammerig ist; er ist manchmal teilweise im Diskus eingesunken. Je Fruchtknotenkammer sind nur eine anatrope, bitegmische und crassinucellate Samenanlage vorhanden. Die je nach Art langen bis relativ kurzen Griffel enden in einer kopfigen oder scheibenförmigen, etwas verdickten Narbe.

### Früchte und Samen
Die abgeflacht kugeligen, sehr trockenen Beeren färben sich bei Reife purpurfarben bis schwarz oder orangefarben und enthalten meist vier bis sechs, selten bis zu zehn Samen. Das Endosperm ist gefurcht (ruminat). Der Embryo ist im Umriss linealisch.

### Chromosomensätze
Die Chromosomengrundzahl beträgt x = (10 bis) 12. Es wurden Chromosomenzahlen von 2n = 24 oder 48 (selten 20, 22 oder 28) ermittelt.

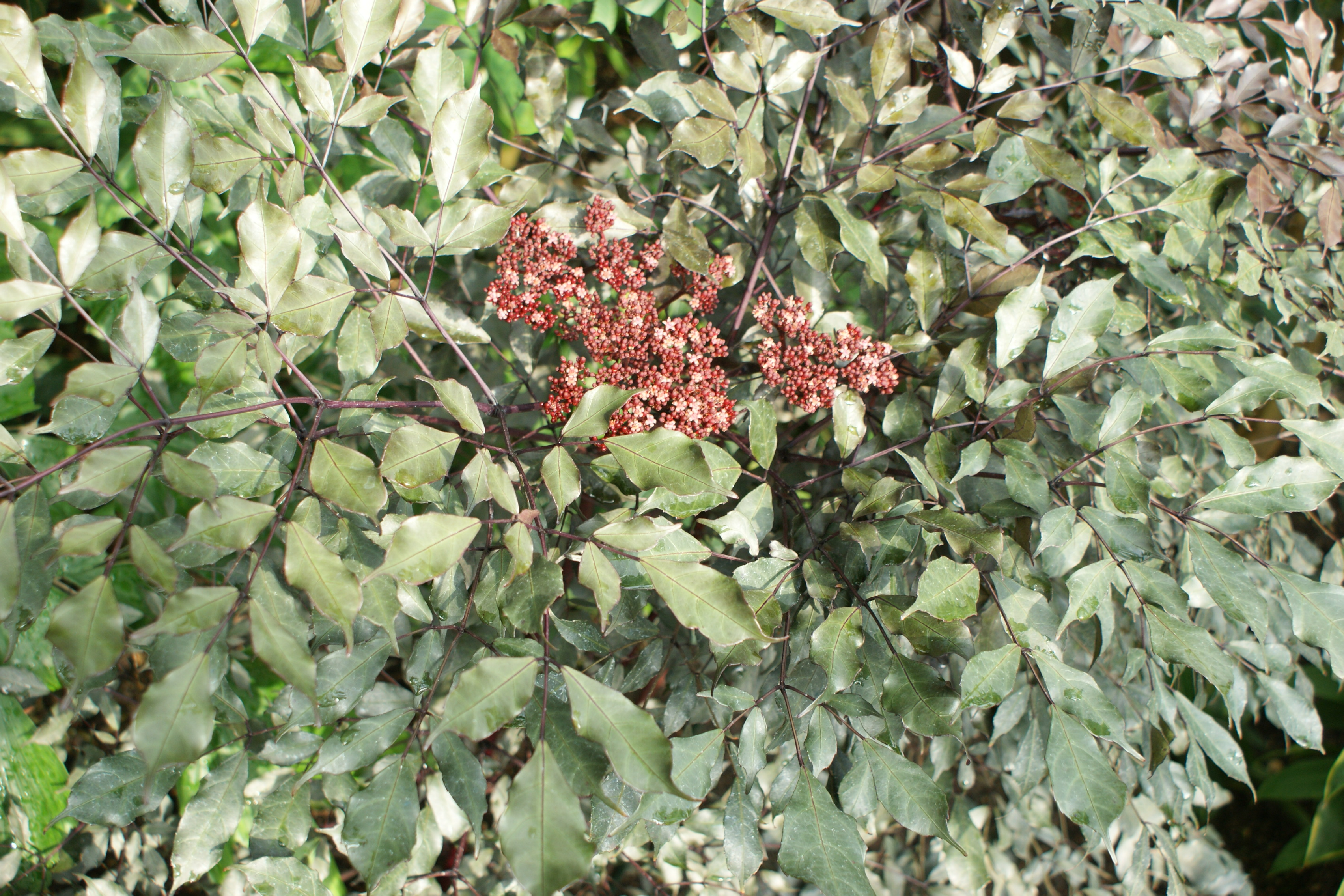
Laubblätter und Blütenstand von Leea rubra

## Systematik und Verbreitung
Die Erstveröffentlichung der Gattung Leea erfolgte 1767 durch David van Royen in Carl von Linné: Systema Naturae, 12. Auflage, Band 2, S. 608, 627. Typusart ist Leea aequata L. Der Gattungsname Leea ehrt James Lee (1715–1795), einem schottischen Gärtner, der in Hammersmith (London) wirkte und im 18. Jahrhundert viele neue entdeckte Pflanzenarten in England in Kultur nahm.
Barthélemy Charles Joseph Dumortier veröffentlichte 1829 in Analyse des Familles de Plantes, S. 21, 27 die Familie Leeaceae. Sie wurde als Unterfamilie Leeoideae Hermann Burmeister in die Familie Vitaceae gestellt. Der Rang als Unterfamilie oder Familie wird kontrovers diskutiert.
Nach AGP III ist Leea die einzige Gattung der Unterfamilie Leeoideae innerhalb der Familie Vitaceae.
Die Gattung Leea ist im tropischen und subtropischen Asien weitverbreitet, reicht bis ins Himalayagebiet und Australien, einige Arten kommen in Afrika und eine in Madagaskar vor. In China kommen zehn Arten vor, zwei davon nur dort.
Es gibt etwa 34 Leea-Arten, hier besonders die in China, Afrika sowie Madagaskar vorkommenden Arten:
- Leea aequata L.: Sie kommt in Indien, Bangladesch, Bhutan, Nepal, Myanmar, Thailand, Kambodscha, Vietnam, Yunnan, Malaysia und auf den Philippinen vor.[1][5]
- Leea amabilis hort. Veitch ex Mast.: Sie kommt in Sarawak und im westlichen Kalimantan vor.[5]
- Leea arborea Sieber ex Bojer
- Leea asiatica (L.) Ridsdale: Sie kommt in Indien, Bangladesch, Bhutan, Nepal, Thailand, Kambodscha, Laos, Vietnam und Yunnan vor.[1][5]
- Leea bipinnata Boivin
- Leea compactiflora Kurz: Sie kommt in Indien, Bangladesch, Bhutan, Laos, Myanmar, Vietnam, Tibet und Yunnan vor.[1]
- Leea cuspidifera Baker
- Leea glabra C.L.Li: Sie gedeiht in Höhenlagen von 200 bis 1200 Metern in den chinesischen Provinzen Guangxi sowie Yunnan.[1]
- Leea guineensis G.Don (Syn.: Leea manillensis Walpers, Leea coccinea Planch.): Ihr weites Verbreitungsgebiet reicht von Indien, Bangladesch, Bhutan, Nepal, Laos, Myanmar, Kambodscha, Thailand, Vietnam bis Taiwan über Malaysia sowie Indonesien, den Philippinen, Neuguinea bis Afrika und Madagaskar.[1][5]
- Leea indica (Burm. f.) Merr. (Syn.: Leea sambucina Willd.): Ihr weites Verbreitungsgebiet reicht von Sri Lanka, Indien, Bhutan, Nepal, Myanmar, Thailand, Laos, Kambodscha, Vietnam, Malaysia, Indonesien, den Philippinen, Neuguinea bis ins nördlichen Australien auf Pazifische Inseln und in den chinesischen Provinzen Guangdong, Guangxi, Guizhou, Hainan sowie Yunnan.[1][5]
- Leea longifolia Merrill: Diese selten Art gedeiht in Wäldern und feuchtem Dickicht in Höhenlagen von 100 bis 400 Metern nur in Hainan.[1]
- Leea macrophylla Roxb. ex Hornem.: Sie kommt in Indien, Nepal, Laos, Myanmar, Thailand, Kambodscha und Yunnan vor.[1][5]
- Leea philippinensis Merrill: Sie kommt nur auf den Philippinen und auf der taiwanesischen Insel Lan Yu vor.[1]
- Leea rubra Blume ex Spreng.: Sie kommt in Indien, Bangladesch, Indonesien, Indochina, Malaysia, Philippinen, Singapur, Papua-Neuguinea und Australien vor.[5]
- Leea setuligera C.B.Clarke: Sie kommt in Indien, Thailand sowie Yunnan vor.[1]
- Leea speciosa Sieber ex Miq.
- Leea spinea Desc.
- Leea tinctoria Baker

## Nutzung
Leea guineensis (im Handel oft unter dem Namen Leea coccinea) und Leea rubra werden als Zierpflanze in Parks und Gärten sowie in Räumen verwendet.